# Silkeborg OK
Silkeborg Orienteringsklub er en dansk orienteringsklub, der blev stiftet den 1. februar 1949. Klubben er pr. 1. januar 2013 Danmarks største klub med 280 medlemmer, og organiseret under Dansk Orienterings-Forbund.

## Fodnoter
1. ↑  Bestyrelse www.okpan.dk
2. 1 2  Medlemstal 2013 Dansk Orienterings-Forbund
3. ↑  Jubilæumsskrift 50 år, 1999 Silkeborg OK
4. ↑  DO-F's medlemsklubber Arkiveret 15. juli 2013 hos  Wayback Machine Dansk Orienterings-Forbund